# Плотиченка (приток Шегры)
Плотиченка — река в Тверской области России.
Протекает по территории Вышневолоцкого района. Впадает в Шегру в 26 км от её устья по правому берегу. Длина реки составляет 22 км, площадь водосборного бассейна — 90,2 км². В 6,5 км от устья принимает правый приток Чертовлю.

## Данные водного реестра
По данным государственного водного реестра России относится к Верхневолжскому бассейновому округу, водохозяйственный участок реки — Тверца от истока (Вышневолоцкий гидроузел) до города Тверь, речной подбассейн реки — Волга до Рыбинского водохранилища. Речной бассейн реки — (Верхняя) Волга до Куйбышевского водохранилища (без бассейна Оки).
Код объекта в государственном водном реестре — 08010100512110000002079.